# Ren Kanō
Ren Kanō (japanisch 加納 錬 Kanō Ren; * 31. Oktober 1994 in der Präfektur Shizuoka) ist ein japanischer Fußballspieler.

## Karriere
Kanō erlernte das Fußballspielen in der Schulmannschaft der Shizuoka Gakuen High School und der Universitätsmannschaft der Kokushikan-Universität. Seinen ersten Vertrag unterschrieb er 2017 beim Tochigi Uva FC. Für den Verein absolvierte er sieben Ligaspiele. 2018 wechselte er zum Drittligisten SC Sagamihara. Für den Verein absolvierte er sieben Ligaspiele. 2020 wechselte er zu Arterivo Wakayama.